# Distretto di Huameuang
Il distretto di Huameuang è uno degli otto distretti (mueang) della provincia di Houaphan, nel Laos.  Ha come capoluogo la città di Huameuang.